# Luneau
Pour les articles homonymes, voir Luneau (homonymie).
Luneau est une commune française située dans le département de l'Allier, en région Auvergne-Rhône-Alpes.

## Géographie
La commune se situe à l'extrémité est du département de l'Allier, à la limite de la Saône-et-Loire, dont la limite est faite par le fleuve la Loire. Elle se trouve dans les Basses Marches du Bourbonnais.
| - OpenStreetMap Limite communale. |

Ses communes limitrophes sont :
|                        | Saint-Léger-sur-Vouzance, Chassenard | L'Hôpital-le-Mercier (Saône-et-Loire) |
| Saint-Didier-en-Donjon | Luneau                               | Vindecy (Saône-et-Loire)              |
| Neuilly-en-Donjon      | Le Bouchaud, Avrilly                 |                                       |

### Climat
Pour des articles plus généraux, voir Climat d'Auvergne-Rhône-Alpes et Climat de l'Allier.
En 2010, le climat de la commune est de type climat océanique dégradé des plaines du Centre et du Nord, selon une étude du CNRS s'appuyant sur une série de données couvrant la période 1971-2000. En 2020, Météo-France publie une typologie des climats de la France métropolitaine dans laquelle la commune est exposée à un climat océanique altéré et est dans la région climatique Centre et contreforts nord du Massif Central, caractérisée par un air sec en été et un bon ensoleillement.
Pour la période 1971-2000, la température annuelle moyenne est de 10,9 °C, avec une amplitude thermique annuelle de 16,6 °C. Le cumul annuel moyen de précipitations est de 783 mm, avec 10,7 jours de précipitations en janvier et 7,4 jours en juillet. Pour la période 1991-2020, la température moyenne annuelle observée sur la station météorologique de Météo-France la plus proche, « Saint-Didier_sapc », sur la commune de Saint-Didier-en-Donjon à 8 km à vol d'oiseau, est de 11,5 °C et le cumul annuel moyen de précipitations est de 762,6 mm,. Pour l'avenir, les paramètres climatiques de la commune estimés pour 2050 selon différents scénarios d'émission de gaz à effet de serre sont consultables sur un site dédié publié par Météo-France en novembre 2022.

## Urbanisme

### Typologie
Au 1er janvier 2024, Luneau est catégorisée commune rurale à habitat très dispersé, selon la nouvelle grille communale de densité à 7 niveaux définie par l'Insee en 2022.
Elle est située hors unité urbaine. Par ailleurs la commune fait partie de l'aire d'attraction de Paray-le-Monial, dont elle est une commune de la couronne,. Cette aire, qui regroupe 19 communes, est catégorisée dans les aires de moins de 50 000 habitants,.

### Occupation des sols

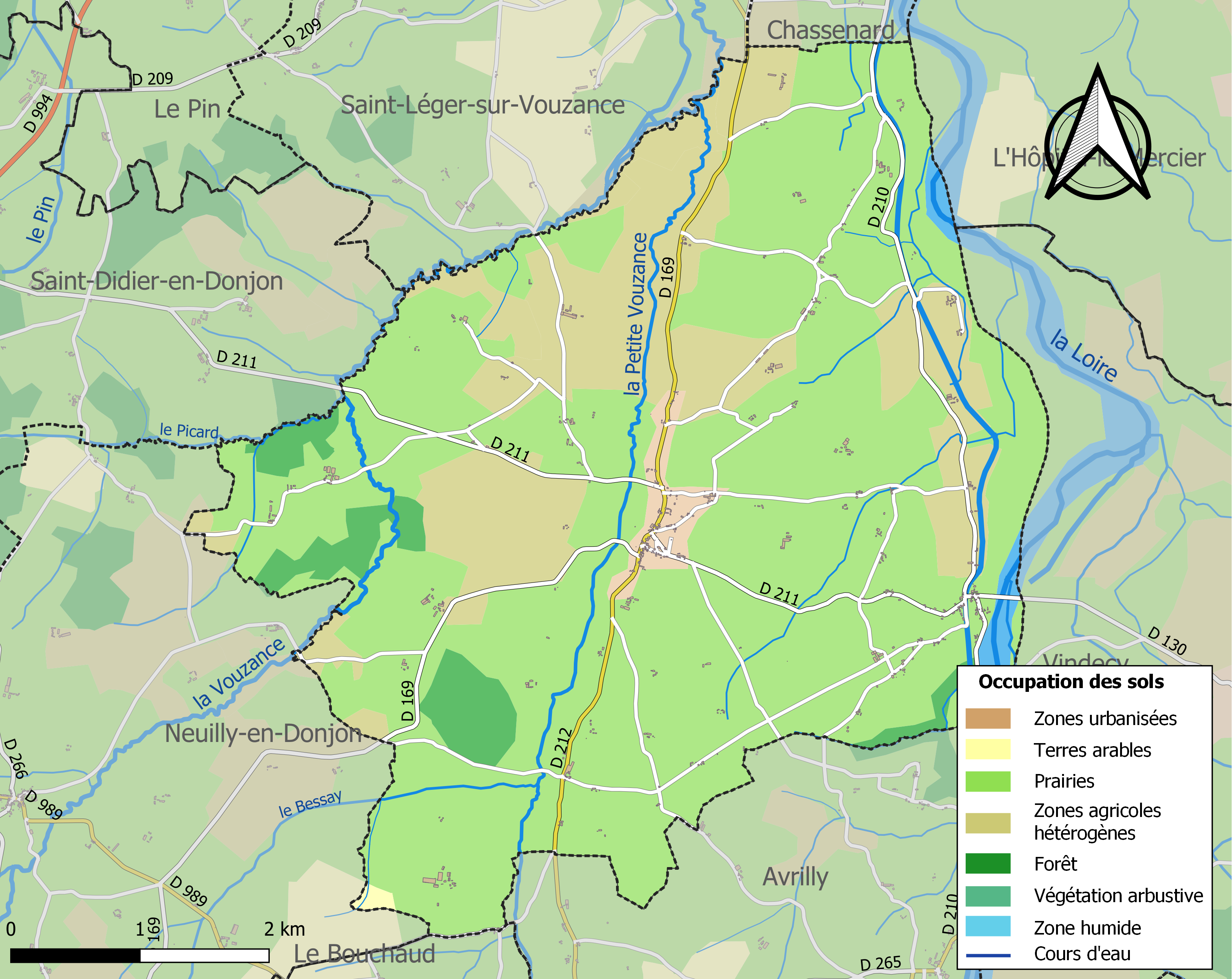
Carte des infrastructures et de l'occupation des sols de la commune en 2018 (CLC).

L'occupation des sols de la commune, telle qu'elle ressort de la base de données européenne d’occupation biophysique des sols Corine Land Cover (CLC), est marquée par l'importance des territoires agricoles (92,9 % en 2018), une proportion sensiblement équivalente à celle de 1990 (93,1 %). La répartition détaillée en 2018 est la suivante : prairies (71 %), zones agricoles hétérogènes (21,7 %), forêts (4,2 %), zones urbanisées (1,7 %), eaux continentales (1,2 %), terres arables (0,2 %).
L'IGN met par ailleurs à disposition un outil en ligne permettant de comparer l'évolution dans le temps de l'occupation des sols de la commune (ou de territoires à des échelles différentes). Plusieurs époques sont accessibles sous forme de cartes ou photos aériennes : la carte de Cassini (XVIIIe siècle), la carte d'état-major (1820-1866) et la période actuelle (1950 à aujourd'hui).

### Voies de communication et transports
Le territoire communal est traversé par les routes départementales 169 (vers Neuilly-en-Donjon), 210 (liaison Chassenard – Avrilly en bordure de la Loire), 211 (vers Saint-Didier-en-Donjon et Vindecy) et 212 (vers Avrilly et la RD 989 au sud).

## Histoire
Approximativement jusqu'au XIIIe siècle Luneau n'appartenait pas au Bourbonnais mais à la Bourgogne et était rattaché au bailliage de Semur-en-Brionnais. Aujourd'hui, la limite est sur la Loire, un peu plus à l'est.

## Politique et administration

### Découpage territorial
Luneau dépendait du canton du Donjon jusqu'en mars 2015. À la suite du redécoupage des cantons du département, la commune est rattachée au canton de Dompierre-sur-Besbre.

### Liste des maires
| Période                                  | Période  | Identité             | Étiquette | Qualité                                         |
| ---------------------------------------- | -------- | -------------------- | --------- | ----------------------------------------------- |
| Les données manquantes sont à compléter. |          |                      |           |                                                 |
| mars 2001                                | mai 2020 | Albert Charrondière  |           | Agriculteur exploitant                          |
| mai 2020                                 | En cours | Jacqueline Laustriat |           | Personnel des services directs aux particuliers |

### Intercommunalité
Luneau appartient à la communauté de communes Entr'Allier Besbre et Loire.

### Instances judiciaires
Luneau dépend de la cour d'appel de Riom, du tribunal de proximité de Vichy et des tribunaux judiciaire et de commerce de Cusset.

## Population et société

### Démographie
L'évolution du nombre d'habitants est connue à travers les recensements de la population effectués dans la commune depuis 1793. Pour les communes de moins de 10 000 habitants, une enquête de recensement portant sur toute la population est réalisée tous les cinq ans, les populations de référence des années intermédiaires étant quant à elles estimées par interpolation ou extrapolation. Pour la commune, le premier recensement exhaustif entrant dans le cadre du nouveau dispositif a été réalisé en 2004.

En 2022, la commune comptait 269 habitants, en évolution de −10,03 % par rapport à 2016 (Allier : −1,38 %, France hors Mayotte : +2,11 %).
| 1793 | 1800 | 1806 | 1821 | 1831 | 1836 | 1841 | 1846 | 1851 |
| ---- | ---- | ---- | ---- | ---- | ---- | ---- | ---- | ---- |
| 752  | 770  | 638  | 815  | 723  | 780  | 785  | 798  | 790  |

| 1856 | 1861 | 1866 | 1872 | 1876 | 1881 | 1886 | 1891 | 1896 |
| ---- | ---- | ---- | ---- | ---- | ---- | ---- | ---- | ---- |
| 830  | 813  | 840  | 819  | 820  | 834  | 825  | 814  | 774  |

| 1901 | 1906 | 1911 | 1921 | 1926 | 1931 | 1936 | 1946 | 1954 |
| ---- | ---- | ---- | ---- | ---- | ---- | ---- | ---- | ---- |
| 797  | 760  | 750  | 660  | 650  | 621  | 588  | 558  | 566  |

| 1962 | 1968 | 1975 | 1982 | 1990 | 1999 | 2004 | 2006 | 2009 |
| ---- | ---- | ---- | ---- | ---- | ---- | ---- | ---- | ---- |
| 526  | 488  | 461  | 390  | 335  | 291  | 288  | 279  | 286  |

| 2014 | 2019 | 2022 | - | - | - | - | - | - |
| ---- | ---- | ---- | - | - | - | - | - | - |
| 295  | 276  | 269  | - | - | - | - | - | - |

### Enseignement
Luneau relève de l'académie de Clermont-Ferrand. Elle gère une école élémentaire publique.
Les élèves poursuivent leur scolarité au collège du Donjon puis, pour les filières générales et technologiques, au lycée Albert-Londres, à Cusset.

## Culture locale et patrimoine

### Lieux et monuments
- Église Saint-Pierre de Luneau.